# 徳天瀑布
徳天瀑布 (バンゾックの滝、中国語：德天瀑布、ベトナム語：Thác Bản Giốc / 𣴜板角) は、中国からベトナム国境付近、中国広西チワン族自治区崇左市大新県碩竜鎮徳天村およびベトナムのカオバン省チュンカイン県ダムトゥイ（Đàm Thủy / 潭水）社の間に位置している一連の滝の総称である。中国の5A級観光地（2018年認定）。

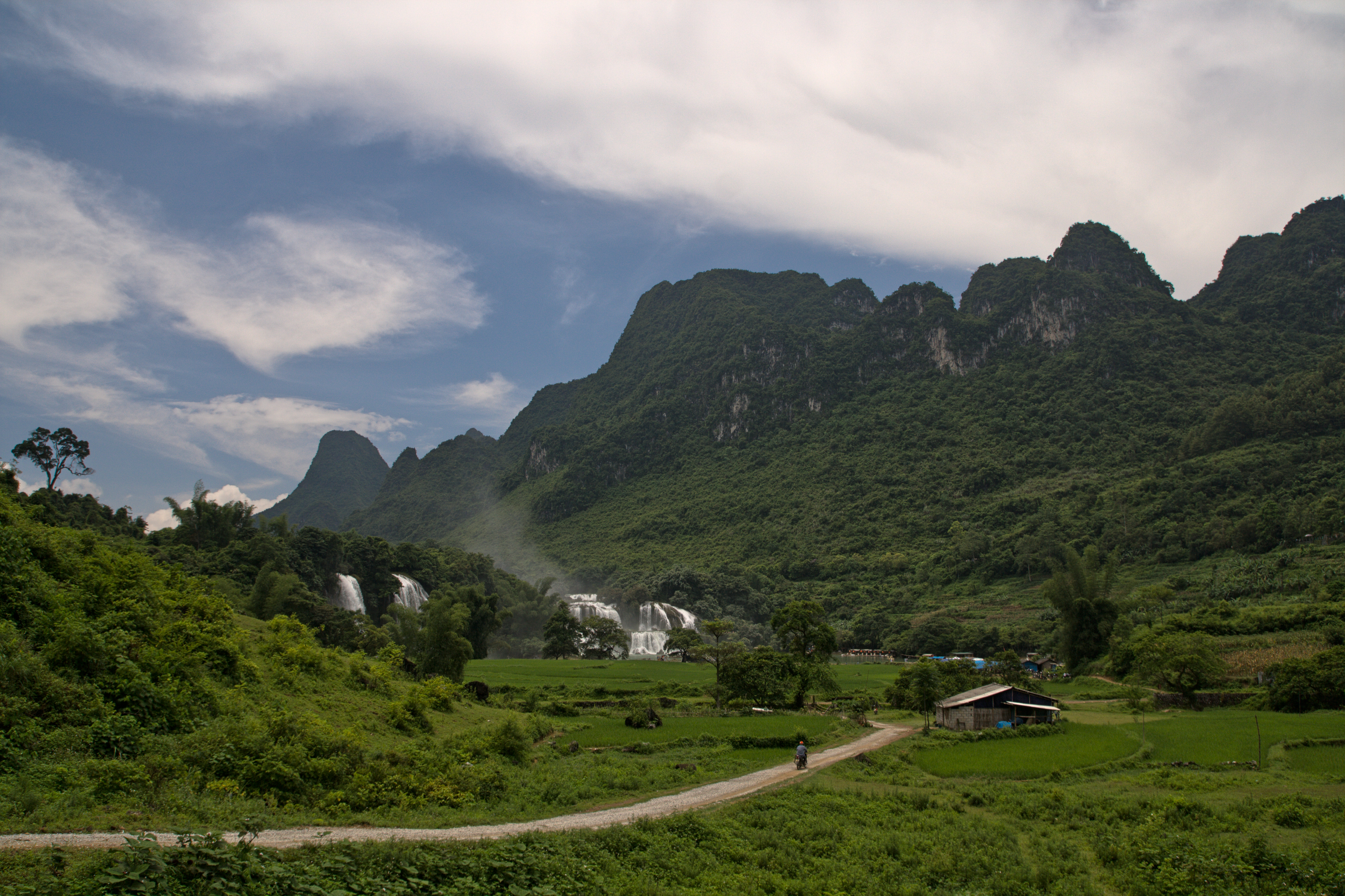
徳天瀑布の遠景